# Squalidus japonicus
Squalidus japonicus är en fiskart som först beskrevs av Sauvage, 1883.  Squalidus japonicus ingår i släktet Squalidus och familjen karpfiskar.

## Underarter
Arten delas in i följande underarter:
- S. j. coreanus
- S. j. japonicus